# Hypena sabinis
Hypena sabinis är en fjärilsart som beskrevs av Martin Lödl 1994. Hypena sabinis ingår i släktet Hypena och familjen nattflyn. Inga underarter finns listade i Catalogue of Life.